# Bergerocactus emoryi
Bergerocactus emoryi es una especie de planta suculenta perteneciente a la familia Cactaceae y único miembro del género monotípico Bergerocactus. Se distribuye desde el suroeste de California hasta el noroeste de México.

## Descripción
Bergerocactus emoryi es una especie de cactus frágil que crece muy ramificado cerca del suelo y a menudo, forma cojines de varios metros de diámetro. Los tallos son cilíndrico, más o menos erguidos, y alcanzan una altura de hasta 60 cm (raramente supera 1 m) y de 3 a 6 cm de diámetro. 

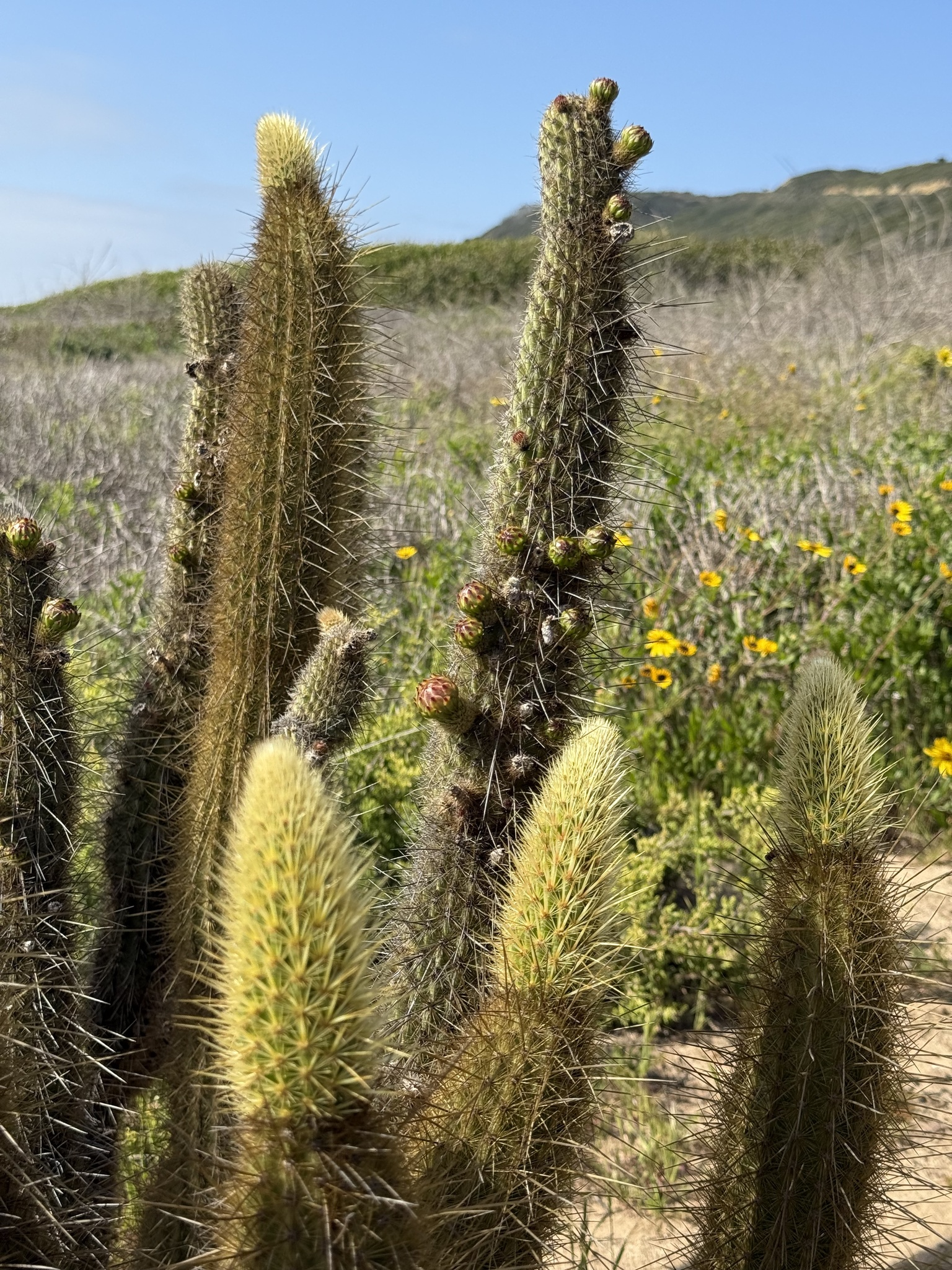
Detalle de los tallos

Presenta de 20 a 25 costillas muy poco prominentes, de unos 5 mm de alto, por lo que pasan desapercibidas. Están cubiertas de espinas y cada areola contiene de 20 a 30 espinas de color amarillo dorado que se oscurecen con la edad. La columna principal está ligeramente doblada hacia atrás, las demás están extendidas y miden hasta 5 cm de largo.
Las flores, que se abren durante el día, son amarillas y miden entre 5 y 6 cm de diámetro. Surgen cerca del ápice de los tallos, en forma de tubo de 2 cm de longitud y se caracterizan porque la copa floral y el tubo floral son tomentosos y espinosos. 

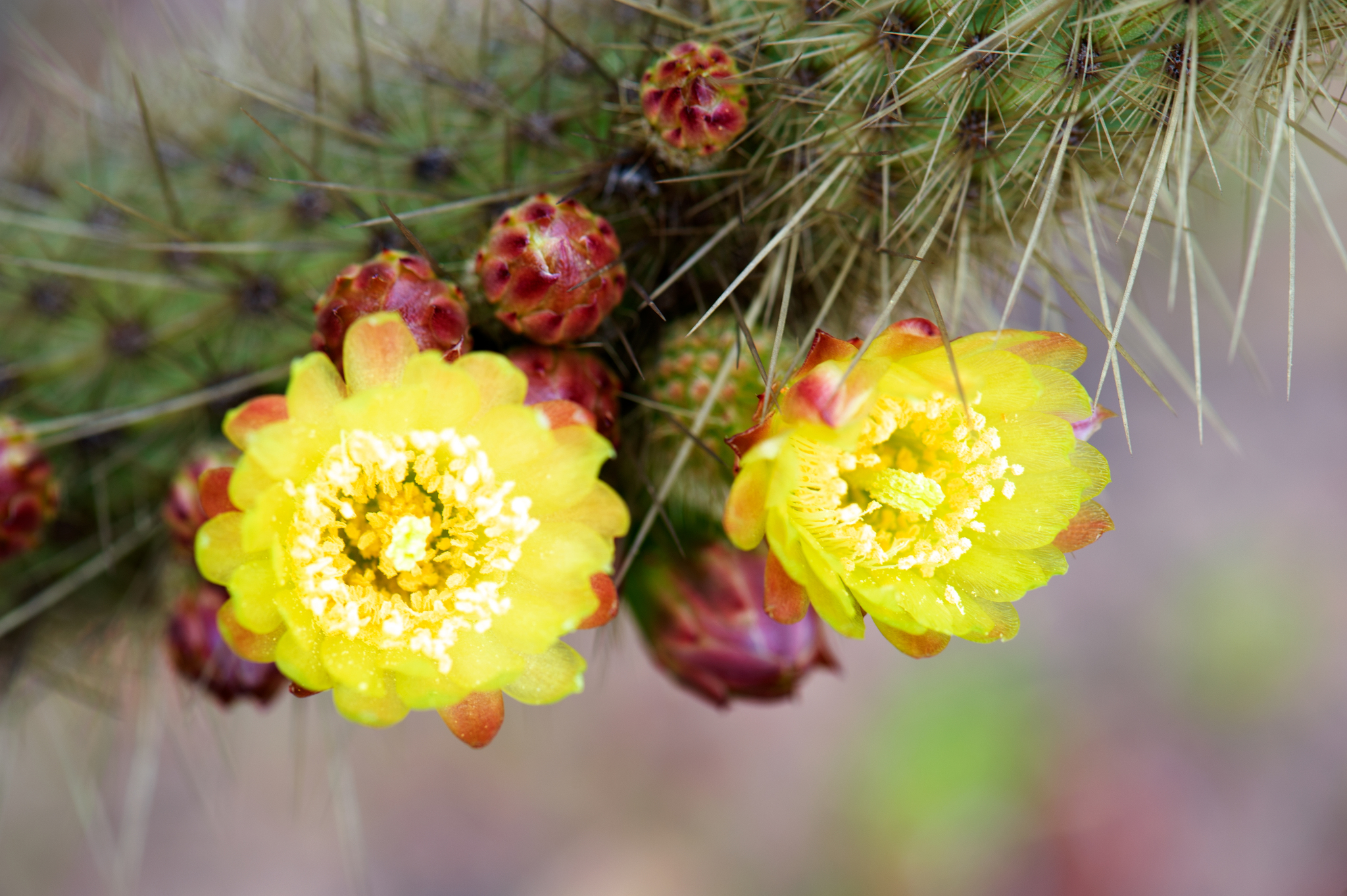
Detalle de las flores

Los frutos son esféricos y densamente espinosos. Tienen un diámetro de 2,5 a 6 cm y contienen semillas obovadas, aplanadas, negras y brillantes con una superficie finamente mallada.

## Distribución y hábitat
El área de distribución nativa de esta especie va desde el suroeste de California (incluidas las islas del sur del Canal) hasta México (en el estado de Baja California).  Crece principalmente en el bioma desértico o de matorral seco, cerca de la costa, en altitudes de hasta unos 60 metros.

## Taxonomía
La primera descripción de esta especie fue como Cereus emoryi, publicada en 1852 por el médico y botánico alemán George Engelmann en la revista científica American Journal of Science, and Arts, serie 2, 14: 338.
Más tarde, los botánicos estadounidenses Nathaniel Lord Britton y Joseph Nelson Rose crearon el género Bergerocactus donde trasladaron a la especie, por lo que pasó a llamarse Bergerocactus emoryi. Registraron estos cambios en la revista científica Contributions from the United States National Herbarium 12: 435, publicada en 1909.

Etimología
- Bergerocactus: nombre genérico otorgado en honor de Alwin Berger, botánico alemán conocido por su contribución a la nomenclatura de las plantas suculentas, particularmente agaves y cactos.[4]
- emoryi: epíteto específico otorgado en honor del mayor de los EE. UU. William Hemsley Emory (1811–1887) que fue de 1850 a 1854 responsable de las tareas de inspección en la frontera con México.[5]

## Estado de conservación
En la Lista Roja de Especies Amenazadas de la UICN, la especie está clasificada como de "Preocupación Menor (LC)".

## Usos
Se cultiva principalmente como planta ornamental y su propagación se realiza normalmente a través de esquejes o semillas. En general, son bastante fáciles de cultivar, especialmente si se mantienen libres de plagas. Son susceptibles a las cochinillas y a los ácaros.

## Nombres comunes
Los nombres comunes de esta especie son: cirio de oro, cirio de espina dorsal y cacto de oro de la serpiente (este nombre lo comparte con Echinocereus pensilis)

## Galería

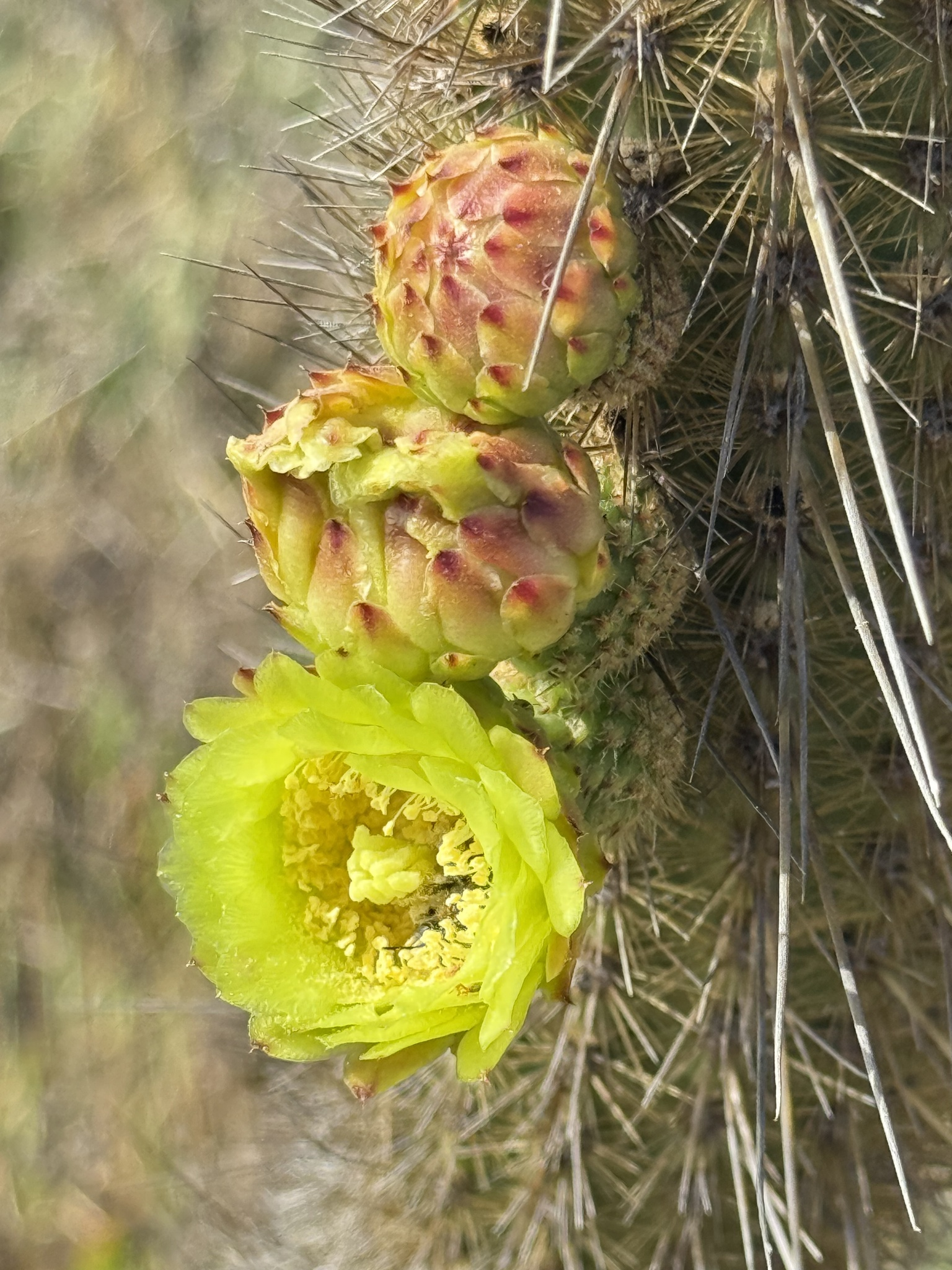
Detalle de las flores
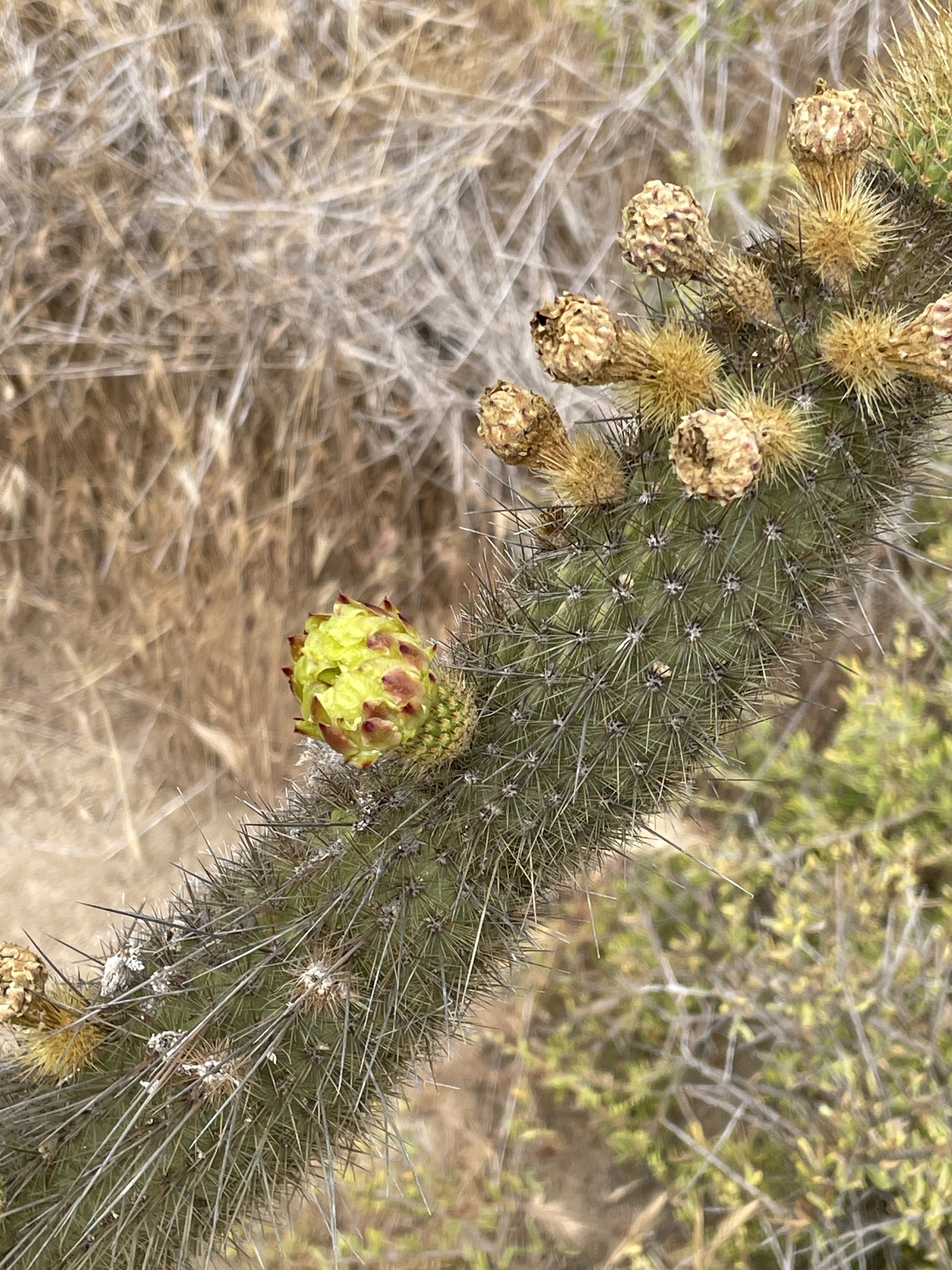
Detalle del fruto en formación
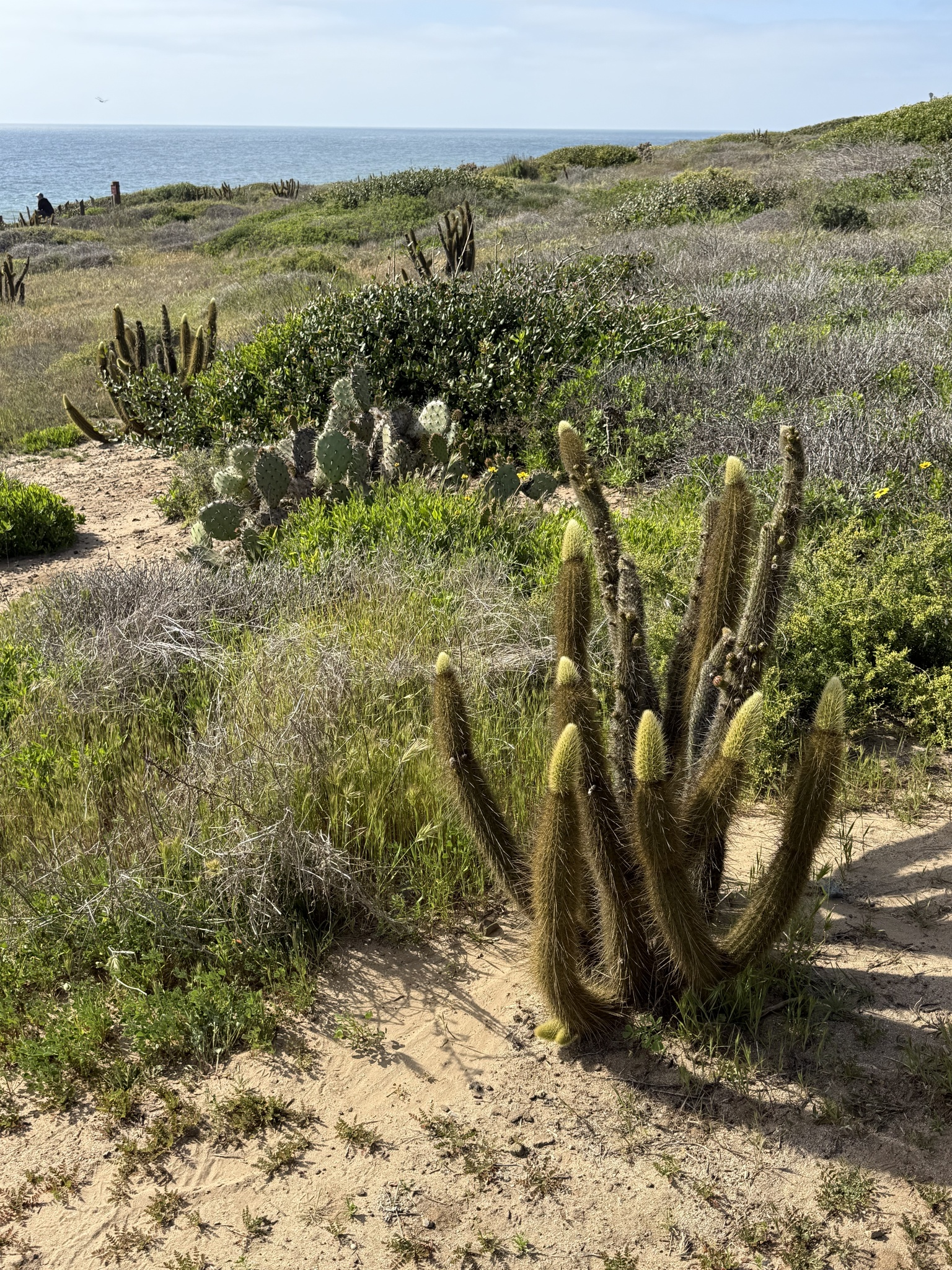
Porte de la planta
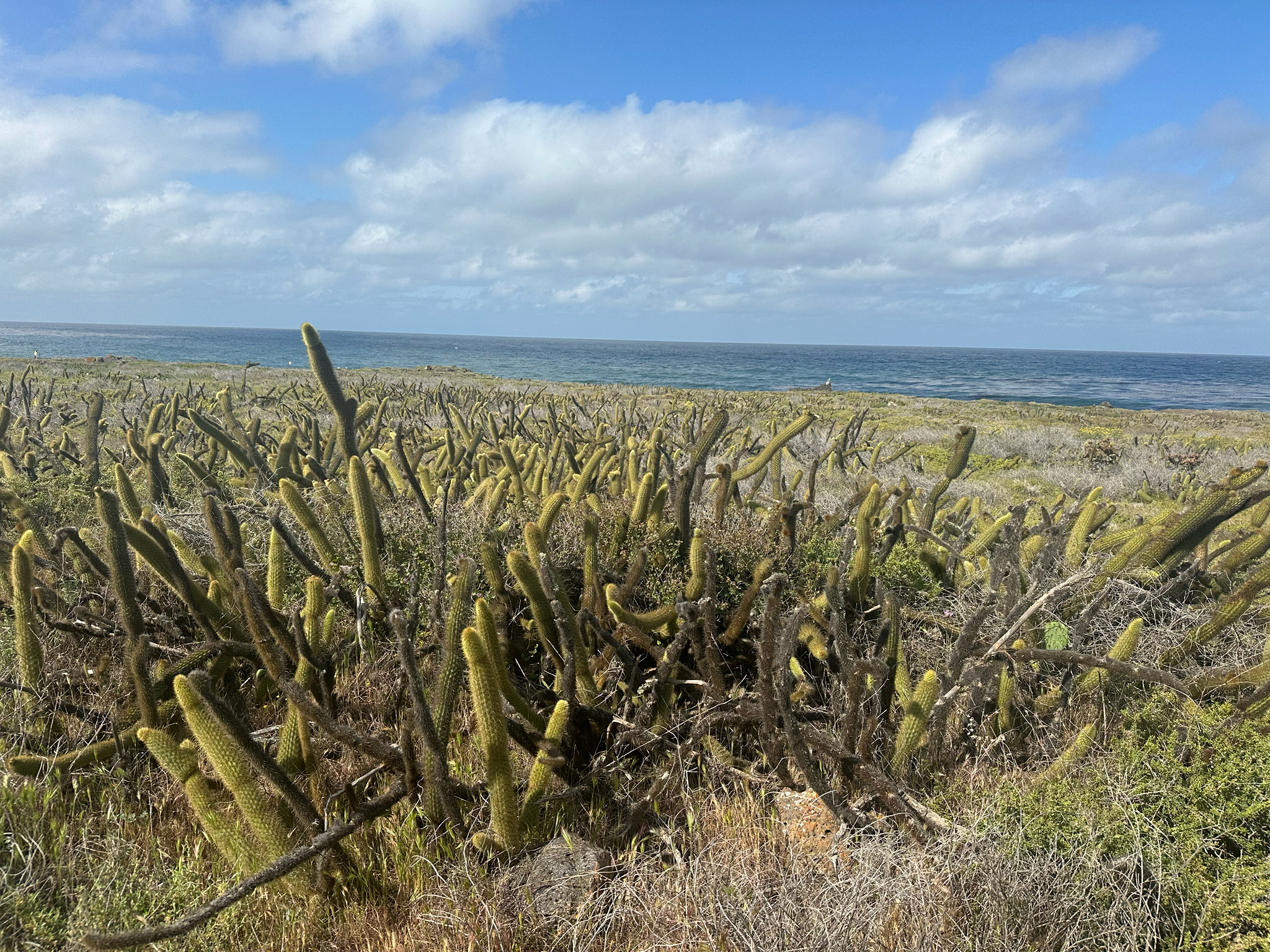
Plantas en su hábitat
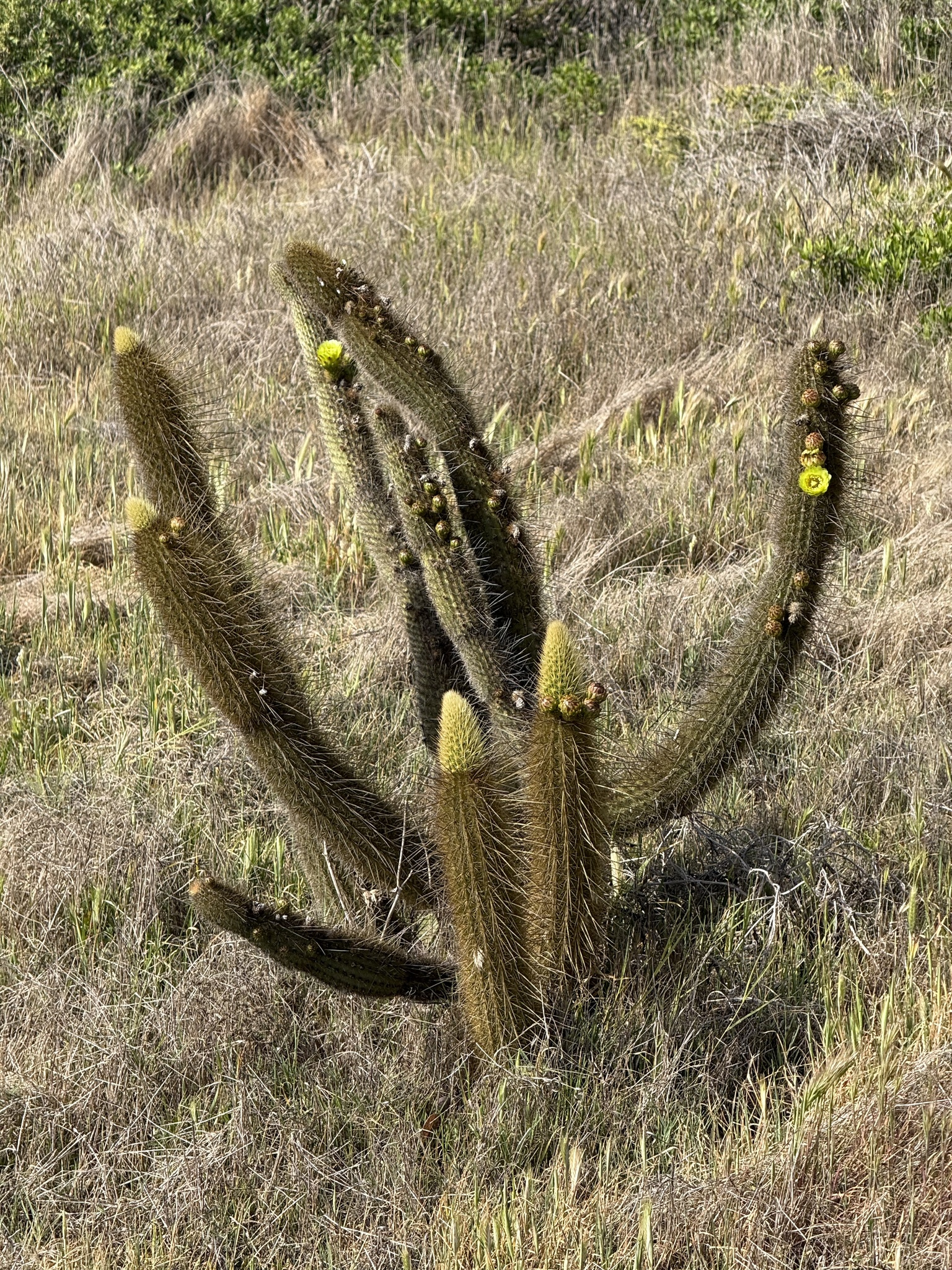
Planta con los extremos amarillentos